# Coleophora derrai
Coleophora derrai is een vlinder uit de familie kokermotten (Coleophoridae). De wetenschappelijke naam is voor het eerst geldig gepubliceerd in 1985 door Giorgio Baldizzone.
De soort komt voor in Europa.